# Parthenicus accumulus
Parthenicus accumulus är en insektsart som beskrevs av Knight 1968. Parthenicus accumulus ingår i släktet Parthenicus och familjen ängsskinnbaggar. Inga underarter finns listade i Catalogue of Life.